# Saab 90 Scandia
El Saab-90 Scandia fue un bimotor de transporte civil de corto y medio alcance de ala baja, diseñado y construido por la compañía Svenska Aeroplan Aktiebolaget (SAAB), en Linköping, Suecia a finales de los años 1940.

## Historia, diseño y desarrollo
El Saab-90 Scandia se diseñó en un intento de la compañía como el de otras firmas que, tras la Segunda Guerra Mundial, pugnaron por conseguir crear un sustituto del Douglas DC-3 Dakota, siendo muy similar al avión de Douglas. Su diferencia más apreciable era el empleo de un tren de aterrizaje triciclo, en lugar del tren con patín de cola. Sin embargo, tras el final de la Segunda Guerra Mundial, Saab tuvo que competir con el enorme excedente de Douglas DC-3 disponibles en el mercado, lo que dificultó la venta de la aeronave.
El Saabb-90 era un monoplano de ala baja cantilever de construcción íntegramente metálica, con tren de aterrizaje triciclo y retráctil y propulsado por dos motores Pratt & Whitney Twin Wasp de 1450 caballos de vapor (1066 kW) unitarios. El prototipo voló por primera vez el 16 de noviembre de 1946. Tras ser evaluado en dicha configuración, se le instalaron motores más potentes Pratt & Whitney R-2180-E1 y su capacidad de pasajeros creció hasta 36 pasajeros, en lugar de los 24/32 originales. 
Tenía capacidad para cuatro o cinco tripulantes y entre 24 y 36 plazas, según la disposición. Se recibió un único pedido de la versión de producción Saab-90A, de la compañía sueca AB Aerotransport, pero cuando ésta fue absorbida en el SAS (Scandivanian Airlines System) el pedido inicial de diez se redujo a seis aparatos. Los cuatro restantes fueron vendidos a Aerovias do Brasil, que más tarde se convertiría en VASP . Ambas compañías quedaron tan satisfechas de la capacidad operativa del tipo que solicitaron dos unidades para SAS y cinco para VASP, pero eso fue todo. El último Scandia de VASP se retiró en 1969.

## Variantes
Saab-90B
Versión presionizada propuesta. No despertó interés y el proyecto se abandonó

## Usuarios
Brasil
- Aerovias do Brasil
- VASP

 Dinamarca,  Noruega y  Suecia
- Scandinavian Airlines System (SAS)

 Suecia
- Aktiebolaget Aerotransport (ABA)

## Especificaciones (90A)
Referencia datos: From Seventeen to Thirty-Nine

### Características generales
- Tripulación: 4/5
- Capacidad: 24 o 32 pasajeros
- Longitud: 21,30 m
- Envergadura: 28,00 m
- Altura: 7,10 m
- Superficie alar: 85,65 m²
- Peso vacío: (equipado)9.960 kg
- Peso máximo al despegue: 15.900 kg
- Planta motriz: 2× Motor radial 14 cilindros en dos filas Pratt & Whitney R-2180-E1 Twin Wasp.
  - Potencia: 1.825 CV cada uno.

### Rendimiento
- Velocidad máxima operativa (Vno): 450 km/h
- Velocidad crucero (Vc): 390 km/h (a 3.050 m)
- Alcance: 1.480 km
- Techo de vuelo: 7.500 m
- Régimen de ascenso: 7,5 m/s[2]

### Aeronaves similares
- CASA C-207 Azor
- Convair CV-240
- Douglas DC-3
- Martin 4-0-4
- Vickers VC.1 Viking